# Henry Krystal
Henry Krystal (* 22. April 1925 in Sosnowiec als Henyek Krysztal; † 8. Oktober 2015 in Bloomfield Hills) war ein US-amerikanischer Facharzt für Psychiatrie und Holocaustüberlebender.

## Leben
Henry Krystal wuchs im polnischen Sosnowiec als Sohn eines Buchhalters auf. Er besuchte dort das Zionistische Gymnasium. Nach der Eroberung der Stadt durch das Deutsche Reich wurde er 1942 von seiner Familie getrennt und zu Zwangsarbeit rekrutiert.
Von 1942 bis 1945 leistete er hauptsächlich für Siemens Zwangsarbeit an verschiedenen Standorten. Einige dieser Stationen waren die KZ Sachsenhausen, KZ Birkenau, KZ Auschwitz sowie Berlin-Siemensstadt.
Nach dem Krieg besuchte er die Goethe-Universität in Frankfurt. Im Jahr 1947 wanderte er in die USA aus und lebte bei Verwandten in Detroit.
Er setzte sein Medizinstudium an der Wayne State University fort und erlangte dort 1950 seinen Abschluss.
Er starb am 8. Oktober 2015 an Komplikationen seiner Alzheimer-Erkrankung. Er war der Vater des Yale-Professors John H. Krystal und des an der Duke University lehrenden Psychiaters Andrew D. Krystal.

## Wirken
Er lehrte von 1970 bis zu seinem Ruhestand im Jahr 1991 an der Michigan State University.
In seiner akademischen Karriere beschäftigte er sich hauptsächlich mit Traumata der Holocaustüberlebenden. Mit diesen führte er mehr als 2000 Interviews, welche später eine der Grundlagen bei der Diagnostik der Posttraumatische Belastungsstörung wurden.

## Schriften
- Massive Psychic Trauma, 1969, ISBN 978-0-8236-8146-4
- Drogensucht: Aspekte der Ich-Funktion, 1983, ISBN 978-3-525-45657-6
- Drug Dependence: The Disturbances in Personality Functioning That Create the Need for Drugs, 1993, ISBN 978-1-56821-139-8
- Integration and Self-Healing: Affect, Trauma, Alexithymia, 1994, ISBN 978-0-88163-180-7
- The Elements of You: Comfort, Image and Thirst, 2013, ISBN 978-1-4935-6189-6